# 蔡光黃
蔡光黃（1918年10月1日—1993年2月22日），又名蔡光泓（Thái Quang Hoằng），字宣文（Tuyên Văn），原越南共和國軍步兵將領，軍銜中將。蔡光黃出身法軍在越南北部開設的軍事學校。他是第一共和國時期為數不多的晉升爲將軍的軍官之一。1960年11月11日，擔任首都特別區司令的蔡光黃在政變中被叛軍指揮官扣爲人質逃往柬埔寨，雖然隨後就被釋放回國，然而因爲對政變的處理不力，他失去了吳廷琰的認可。蔡光黃是越南共和國第三軍的首任軍長。

## 早年經歷
1918年10月1日蔡光黃出生於越南中部順化的一個有著好學的傳統的儒教家庭。1939年，他畢業於順化國學校的法國中學課程，獲得了半部分秀才文憑（第一部分）。在參軍前，他曾在順化任公務員。

## 軍事生涯

### 法軍
1941年初，他加入法國軍隊。在20世紀30年代末至40年代初，法國殖民當局在越南北部和南部分別開設了兩所軍事學校，旨在將印度支那殖民地學生培養成爲法國殖民地軍隊和後來的法蘭西聯盟軍隊服務的軍官。越南北方是設在山西省的“宗”軍事學校，南部是設在土龍木省（後來的平陽省）的土龍木軍事學校（trường Võ bị Thủ Dầu Một）。蔡光黃入伍後就讀於山西省的宗軍事學校。學滿一年課程後，他以准尉的軍銜畢業。他被派往法國殖民軍的步兵部隊服役，擔任排長。1944年，他被提升為上尉。當時，在順化只有兩個越南人有少尉軍銜，他和潘子凌。八月革命爆發時，潘子凌被派往中圻保安部隊（Lực lượng Bảo an Trung Kỳ），加入了越盟。蔡光黃則解散部隊回家。

### 法蘭西聯盟軍
1946年法國人重新佔領印度支那半島，蔡光黃二次入伍並晉升爲中尉。1947年轉入法蘭西聯盟軍隊服役。1948年，他被任命爲順化的士兵監督。同年12月，他晉升爲上尉，擔任順化越兵團（Việt binh Đoàn）第三司司長。在這裡，他結識了越兵團的副參謀長，一位名叫杜茂的年輕的越南人上尉。杜茂後來回憶到自己對蔡光黃的佩服，當蔡光黃“敢於辱罵阮玉禮中校的顧問，一位擔任軍事特派團團長的法國人中校”時。

### 越南國軍
1950年，蔡光黃轉入由國長保大擔任總司令的越南國軍服役。1954年初，他離開順化的越兵團，調任駐紮在潘郎的603輕軍營營長。1954年7月1日，他被提升爲少校。
吳廷琰回國擔任首相后，與總參謀長阮文馨之間的矛盾迅速爆發。阮文馨將軍計劃發動針對吳廷琰的政變，但未獲成功。在時任沿海分區司令阮玉禮上校的動員下，蔡光黃率領700人的部隊，包括越南第83營以及隸屬於富安、慶和和寧順小區的部隊，再加上潘郎公安的50名義勇團士兵，撤退到距離潘郎約10公里的苦楝山林區，以建立東部戰區，反對阮文馨將軍，表示對吳廷琰首相的支持態度。

### 越南共和國軍

#### 晉升之路
在政變陰謀失敗後，阮文馨將軍被迫離職，前往法國，蔡光黃被吳廷琰首相召回，並下令解散東戰區，擔任寧順省省長。1955年初，他被任命爲平順省省長，接替劉伯箴（Lưu Bá Châm）。1955年10月，吳廷琰廢黜了國長保大，自己擔任國長，蔡光黃被提升爲中校，並將平順省移交給潘春潤中校，以前往法國巴黎參謀學校學習參謀長課程。
1956年初回國后，蔡光黃晉升爲上校，並被任命為南高原的第四軍區（第二戰術區的前身）司令，接替齡光園上校。年中，他被提升爲現役少將。同年9月1日，他被任命爲越中第二軍區（第一戰術區的前身）司令。12月10日，他晉升爲現役中將。
1957年6月1日，他被任命爲新成立的第一軍司令。同年10月中旬，他奉命將第一軍團移交給陳文敦中將，並返回總參謀部等待新任務。1958年8月，他被派往美國萊文沃思堡的指揮參謀學院學習高級參謀課程（1958年第二期）。1959年初回國后，他於3月1日被任命爲新成立的第三軍司令。同年4月中旬，接替被任命爲國防部常務祕書長的楊文明中將，兼任首都軍區司令。同年10月，將第三軍移交給阮玉禮中將，只負責首都軍區。

#### 失寵
1960年11月11日，發生了阮正詩上校和王文東中校領導的軍事政變。政變軍突襲佔領了一些重要陣地，控制了首都軍區，包圍了獨立宮，蔡光黃被政變指揮官俘虜，並帶回作爲政變行動中心的總參謀部拘禁起來。
然而，政變很快以失敗告終。政變指揮者劫持了飛機，迫使飛行員潘奉仙上尉駕駛飛機逃往柬埔寨。他們還強迫蔡光黃爲人質。抵達柬埔寨后，蔡光黃被釋放，於11月15日被獲准返回越南。然而，吳廷琰總統對蔡感到失望，並指責他沒有足夠的能力應對政變。因此，1961年11月，蔡光黃接替陳文明中將，擔任軍事大學校長兼大叻軍校軍鎮，將首都特別區移交給阮文羅少將。蔡光黃的新職位是一個無實權的職位。
此後，蔡光黃不再參與任何政治上的計劃。因此，當越南共和國的將軍們在1963年發動政變時，他沒有擔任任何職務。然而，當阮慶將軍進行調整時，爲了完全消除“老將”的影響，1963年11月，在將軍事大學移交給黎文嚴少將後，他被阮慶將軍任命爲越南共和國駐泰國大使。1964年12月，蔡光黃被召回等待其他安排，而1963年政變的英雄楊文明將軍前往泰國接替他的職務。1965年8月，蔡光黃在45歲的時候受到了退伍的決定。

#### 尾聲
1967年，蔡光黃與陳文敦、尊室訂、黃文高、阮文諄、黎文嚴、尊室稱等前將領聯名參加上院競選。然而他落選了。此後蔡光黃過着平靜的生活。

## 1975年
4月30日，蔡光黃和家人從越南撤離，隨後定居於美國弗吉尼亞州。後來，他從事珠寶業，成爲阿靈頓一家專門從事珠寶的私人公司的經理。1993年2月22日，蔡光黃在阿靈頓的家中因癌症病逝，埋葬於哥倫比亞花園公墓（Columbia Gardens Cemetery）。

## 言論
作爲越南民族主義者，蔡光黃對美軍參與越南的地面戰爭表示批評態度，雖然他歡迎外國的經濟和硬件援助以及軍事顧問，但他認爲反對共產主義者的戰爭應該由越南共和國自己承擔。

## 評價
“蔡光黃將軍是一個寡言少語但是又氣魄和烈性的人。他有一種罕見的美德，從不對上司說任何人的壞話。蔡光黃很多時候不近情理的君子態度惹惱了黎文巳將軍。”

## 親屬
- 妻子：史氏金蓮（Sử Thị Kim Liên），生於1926年2月2日，去世於1995年10月30日[14]
- 哥哥：蔡光鴻（Thái Quang Hồng），北越防空空軍兵種中校。[15]

- 弟弟：蔡光職（Thái Quang Chức），越南共和國海軍中校[16]，1957年從北越南下，聲稱自己受到迫害。畢業於守德步兵學校。因爲會在行動後將越共屍體拖在船尾，被稱爲“越共殺手”（VC Killer）。1975年留在了越南。有人認爲他是潛伏的北越特務，以血腥的方式抹黑越南共和國軍。[15][17]
- 根據《華盛頓郵報》的報道，蔡光黃去世時還有七個兄弟姐妹、七個子女和七個孫子女[1]